# Carnarvon Highway
Pour les articles homonymes, voir Carnarvon.
La Carnarvon Highway ( puis ), est une route longue de 696 km de direction nord-sud située dans le sud de l'État du Queensland en Australie. Elle relie au sud, la ville de Moree, au nord de la Nouvelle-Galles du Sud à la ville de St George (nationale 46), pour s'achever au hameau de Rolleston (en) (A7). Au nord de Roma, elle prend le nom de Carnarvon Developmental Road. Elle se prolonge au nord de Rollington par les Dawson Highway et Gregory Highway vers Emerald puis Charters Towers.
C'est la principale route d'accès au parc national de Carnarvon

## Galerie

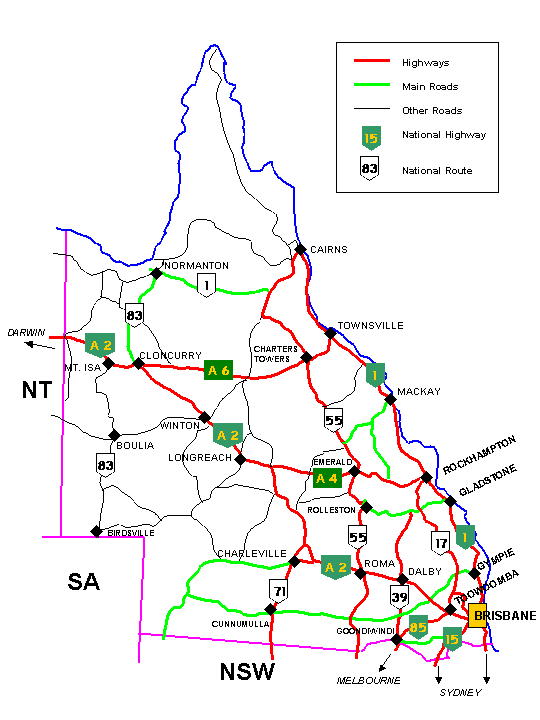